# Two-Gun Gussie
Two-Gun Gussie é um filme mudo em curta-metragem norte-americano de 1918, do gênero comédia, dirigido por Alfred J. Goulding e estrelado por Harold Lloyd.

## Elenco
- Harold Lloyd - (Harold)

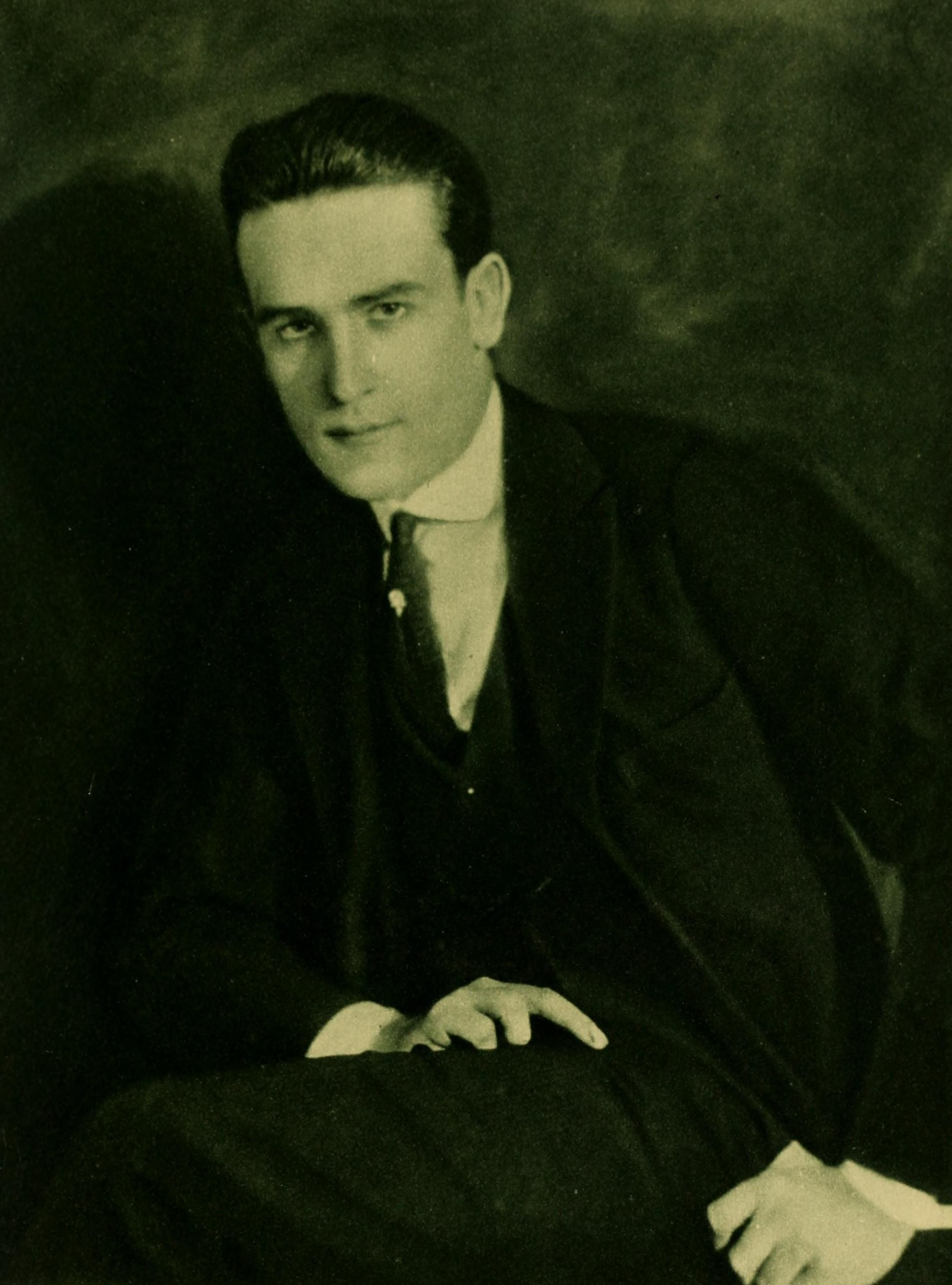
Harold Lloyd

- Snub Pollard - Snub (como Harry Pollard)
- Bebe Daniels - A Garota
- William Blaisdell - Dagger-Tooth Dan
- Charles Stevenson - Whooping-Cough Charlie, o Xerife
- Sammy Brooks - (não creditado)
- Billy Fay - (não creditado)
- William Gillespie (não creditado)
- Helen Gilmore - (não creditada)
- Lew Harvey - (não creditado)
- Wallace Howe - (não creditado)
- Bud Jamison - (não creditado)
- Gus Leonard (não creditado)
- Fred C. Newmeyer - (não creditado)
- James Parrott - (não creditado)
- Dorothea Wolbert - (não creditado)